# Abri Chesselgraben

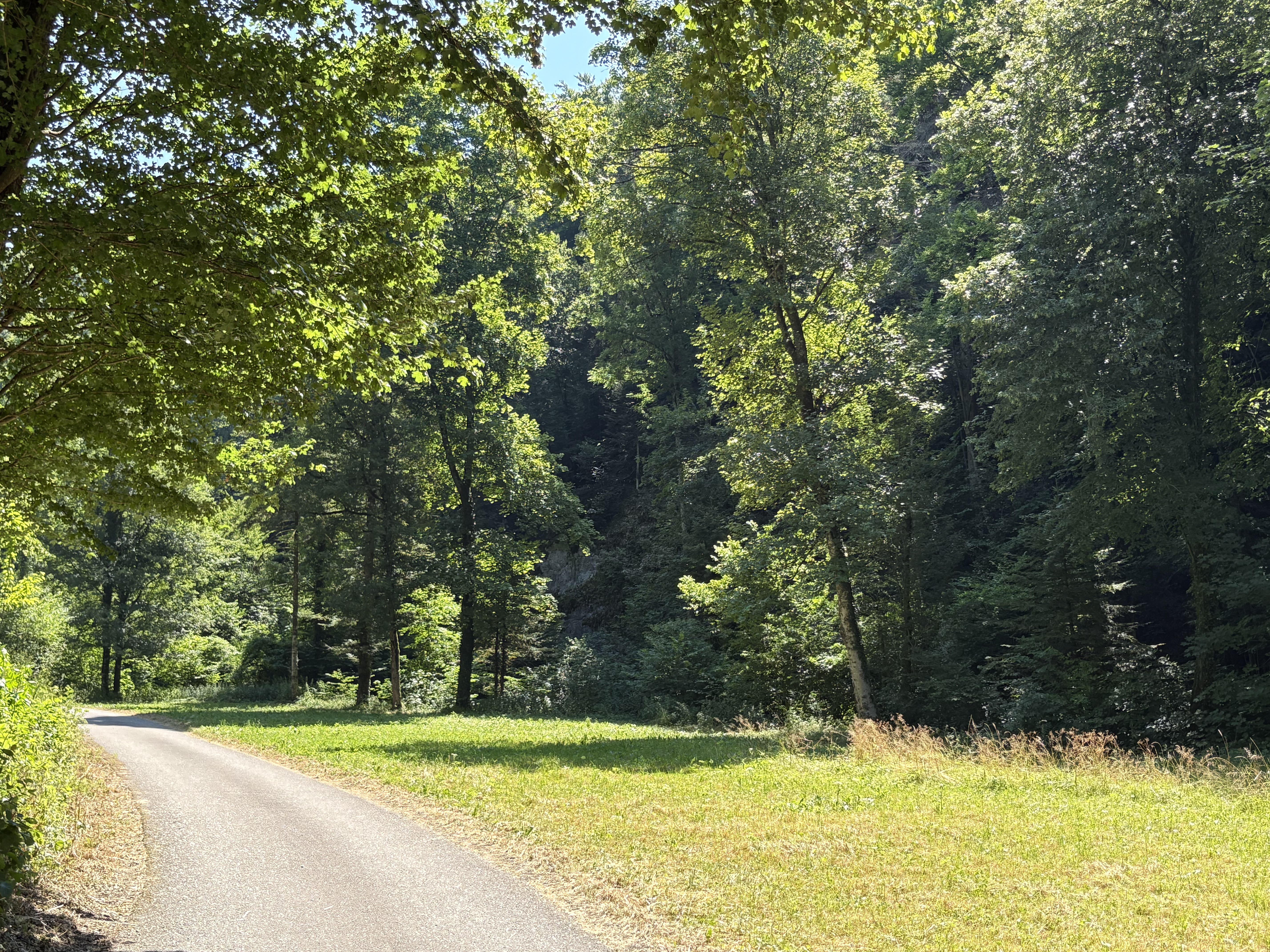
In der Bildmitte hinter den Bäumen die Felswand, unter dem der Abri lag

Der Abri Chesselgraben ist eine Halbhöhle im Norden des Dorfes Erschwil im Kanton Solothurn in der Schweiz. 1985 kamen hier Funde aus der Altsteinzeit zum Vorschein.

## Lage
Der Abri (=frz. Schutz), auch Balm genannt, lag am Fuss einer steilen und zuunterst überhängenden Felswand ein paar Meter vom etwa 2,5 Kilometer langen Chesselgrabenbach entfernt. Er ist von der Strasse, die in das kleine Tal führt, nicht einsehbar und nur durch einige Kletterei durch Gestrüpp und das bei Wasserarmut trocken liegende rund zwei Meter eingeschnittene Bachbett erreichbar.

## Funde
Im Chesselgraben kamen am Fuss einer Felswand im Sommer 1985 bei einer Ausgrabung unter der Leitung von Jürg Sedlmeier aus Basel Spuren altsteinzeitlicher Menschen zum Vorschein. Anlass dafür waren Raubgrabungen, durch die die Fundstelle teilweise ausgeräumt und zerstört worden war.
Anhand der Funde konnte belegt werden, dass Erschwil während der Alt- und Mittelsteinzeit bevölkert war. In diesem heute bewaldeten Gebiet wuchsen damals nur Zwerg-Birken, Kraut-Weiden und Sträucher. Gras, Kräuter und Moose bedeckten den Boden. Hier lebten Rentiere, Schneehasen, Schneehühner und Wildpferde. Die Menschen waren Jäger und Sammler und lebten vom Fischen, Jagen und Sammeln.
Unter einer von Raubgräbern stark in Mitleidenschaft gezogenen obersten Fundschicht aus der Mittelsteinzeit (ca. 8000 bis 5000 v. Chr.) kamen zwei ältere Fundschichten zum Vorschein. Die unterste konnte aufgrund von Feuersteinfunden der altsteinzeitlichen Magdalénien-Kultur aus der Zeit um 10’000 v. Chr. zugeordnet werden. Der wissenschaftlich wertvollste Fund war eine Feuerstelle, die mit flachen Kalksteinen ausgelegt und von einer Asche- und Kohleschicht überdeckt war. Die Feuerstelle und der Vorplatz des Abris waren durch den nahen Bach im Laufe der Zeit teilweise weggeschwemmt worden.
Zwischen diesen beiden Schichten wurde noch ein weiterer Fundhorizont bestimmt. Dieser wurde durch die Raubgrabungen besonders stark beeinträchtigt und ist deshalb vorläufig nicht näher zu bestimmen.

## Situation heute

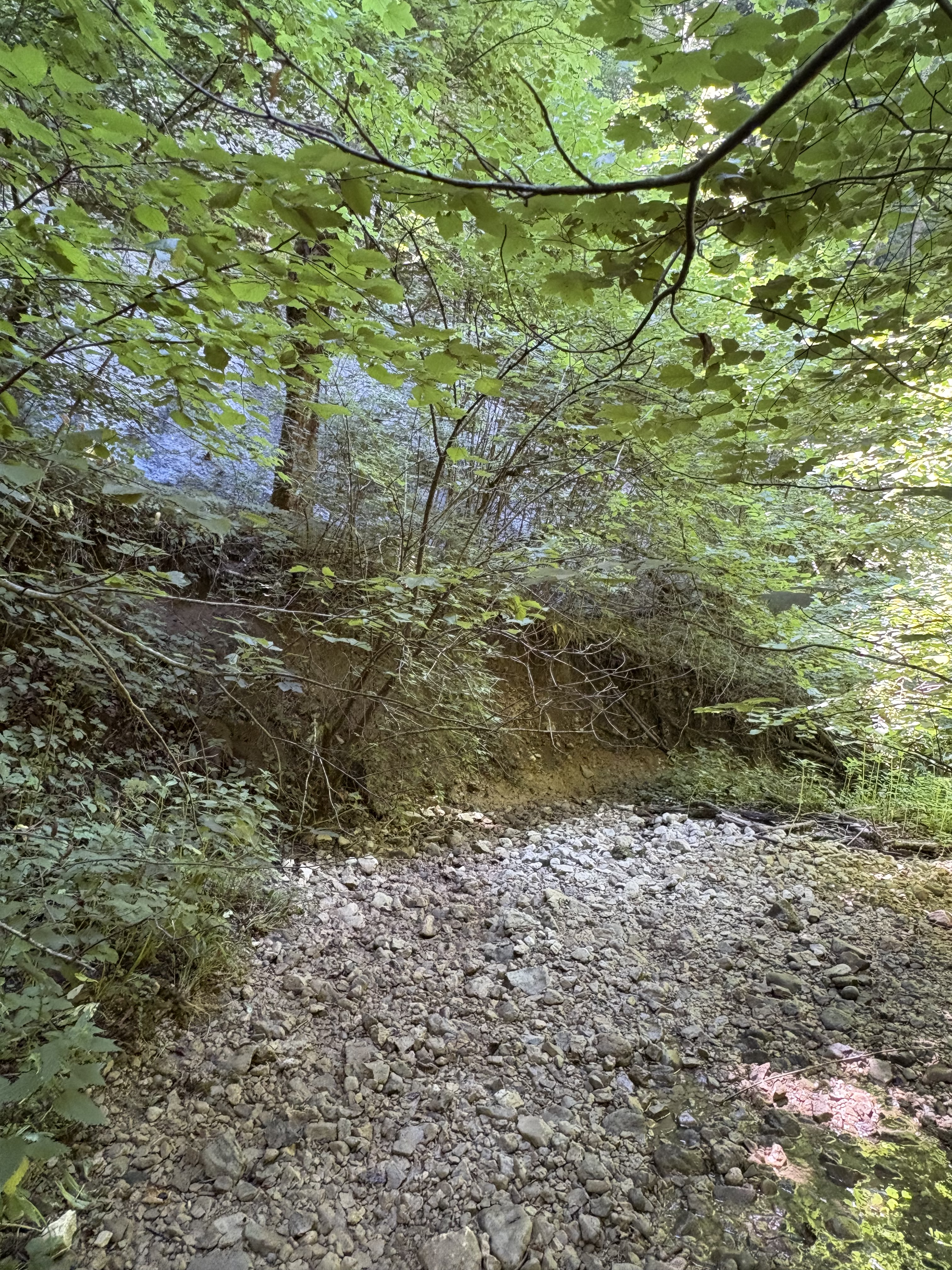
Unten das ausgetrocknete Bachbett, hinter der zum Teil ausgeschwemmten Böschung die Felswand

Die Situation der Fundstelle im Sommer 2025 unterscheidet sich wesentlich von der Aufnahme vom Sommer 2017. Der Fuss der Wand ist von Sträuchern und Gebüsch überwuchert, der Fels zum Teil von herabhängenden Ranken bedeckt. Dazu kommt, dass die Bodenhöhe durch morsches Holz und herabgefallene Erde nun etwas höher liegt, dadurch ist die Höhe des Felsvorsprungs niedriger geworden. Die eigentliche Balm ist noch zu erkennen, aber nicht mehr so deutlich wie zur Zeit der Grabung im Sommer 1985.

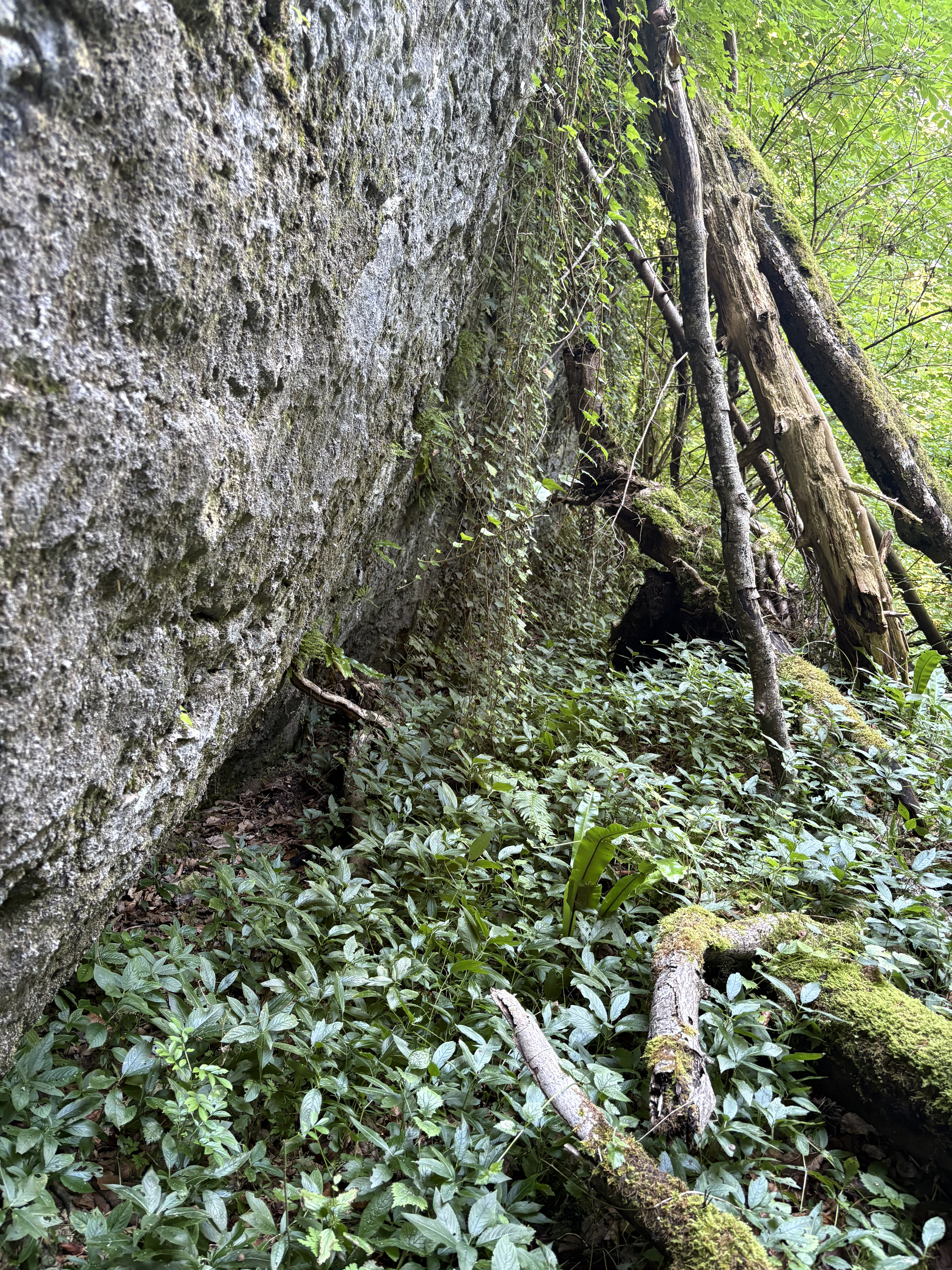
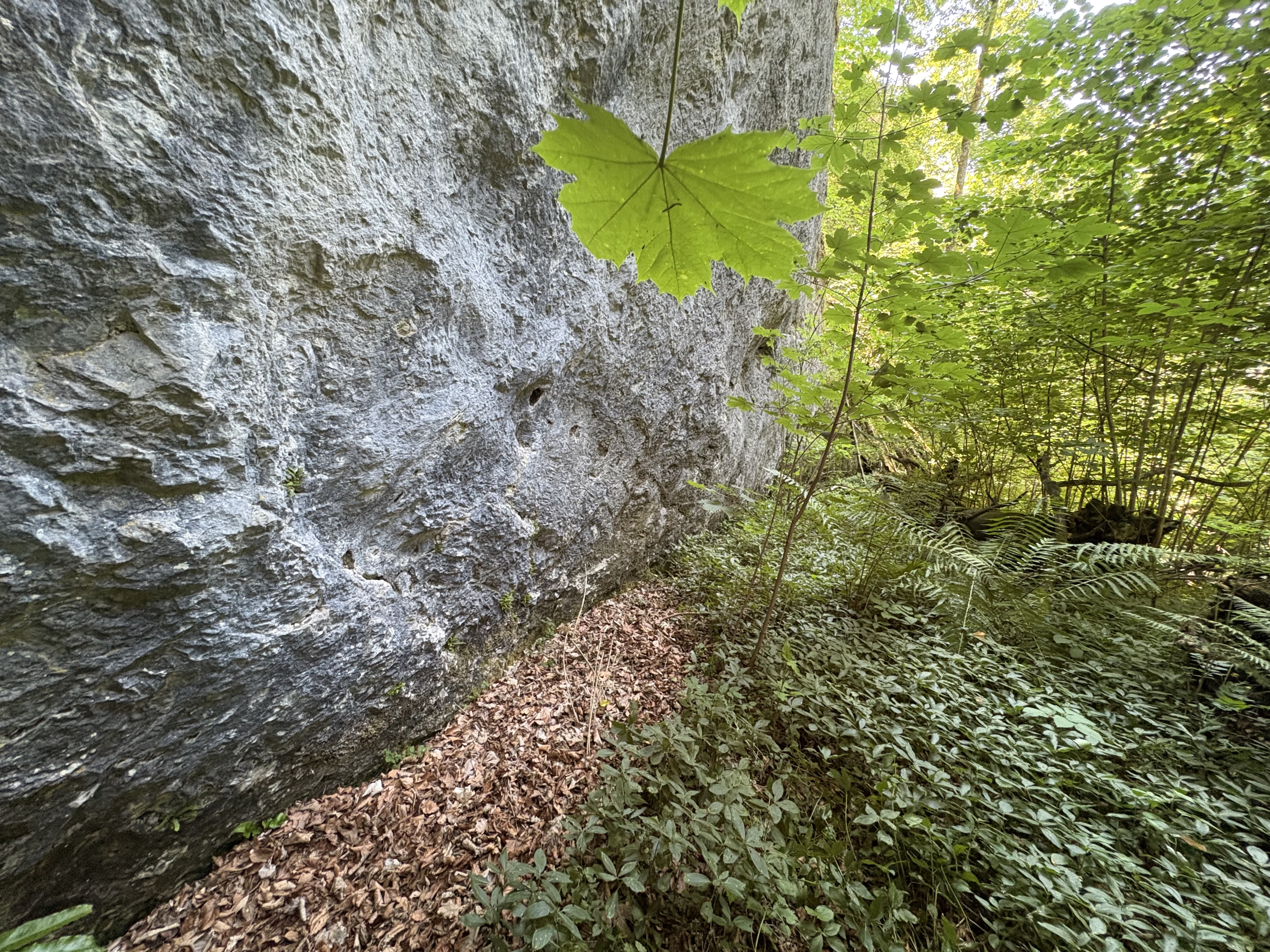
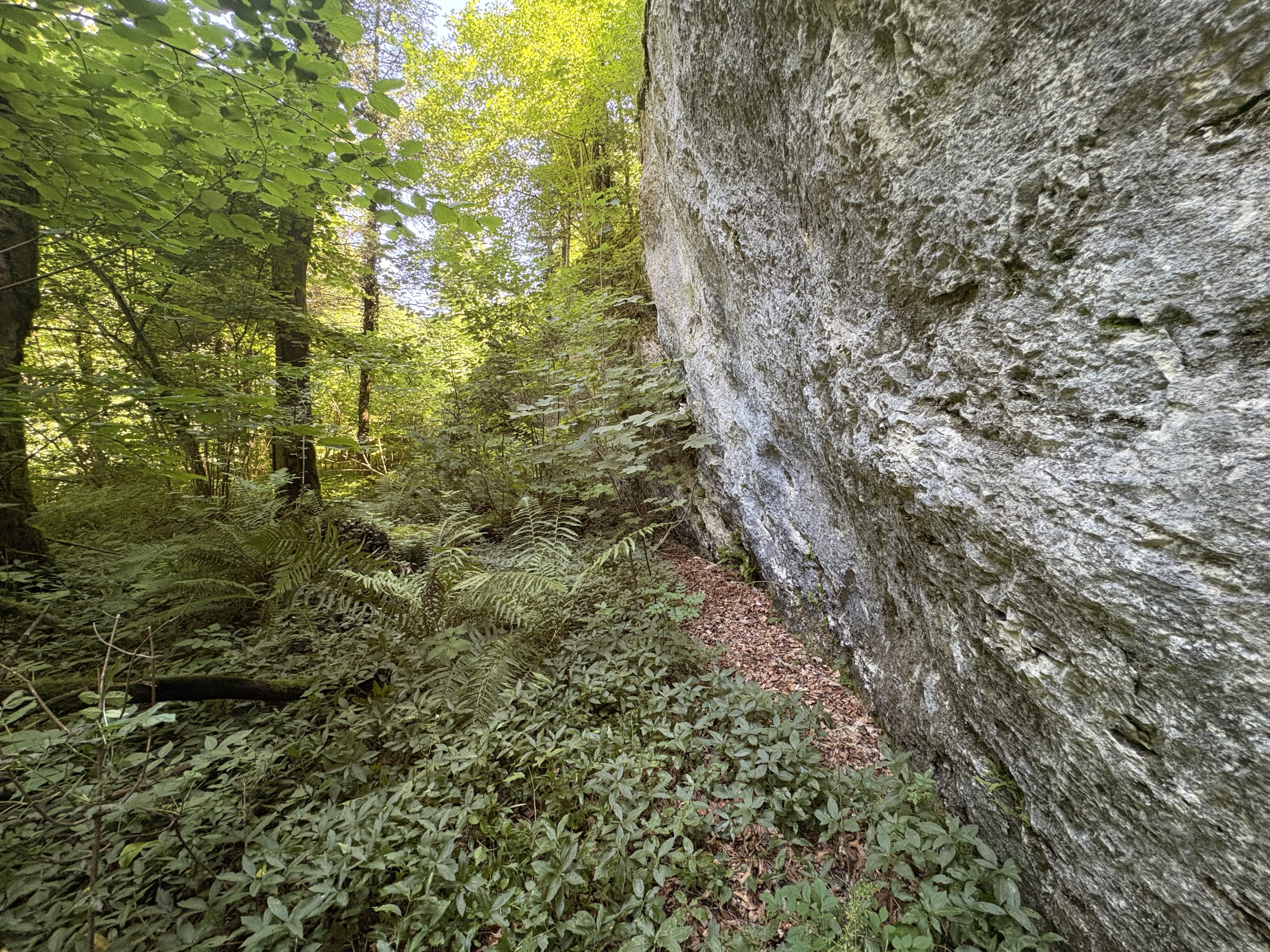